# Ternium
Ternium é uma companhia siderúrgica, com operações nas Américas, sediada em Luxemburgo. Pertencente ao conglomerado italo-argentino Techint.

## História
A companhia foi estabelecida em 2005 com as consolidadas Siderar da Argentina, Sidor da Venezuela e Hylsa do Mexico.